# Porky's - Questi pazzi pazzi porcelloni!
Porky's - Questi pazzi pazzi porcelloni! (Porky's) è un film del 1981 diretto da Bob Clark e prodotta dalla 20th Century Fox. In due anni furono prodotti tre seguiti: Porky's II - Il giorno dopo, Porky's III - La rivincita! e Pimpin' Pee Wee; in quest'ultimo ricompare il personaggio di "Porky".

## Trama
Goliardia di un gruppo di studenti liceali in un istituto della Florida nella seconda metà degli anni cinquanta, con la complicità di alcuni loro docenti, non ultima un'istruttrice soprannominata "Lassie". Pur di far vivere al protagonista Edward Morris soprannominato "Pipino" la sua prima esperienza sessuale, un gruppo di ragazzi suoi amici giunge in un malfamato locale, sala da gioco e bordello, di una vicina contea, il "Porky's", dal soprannome del grasso ed odioso proprietario: l'uomo si prende gioco dei ragazzi derubandoli dei loro risparmi, con la complicità di un ambiguo "sceriffo" che si rivela essere suo fratello. La vendetta dei ragazzi però arriva puntuale e "Pipino" compie il suo passo mentre scorrono i titoli di coda.

## Produzione
Bob Clark ebbe l'idea per il film nel 1972, basandosi sulle proprie esperienze da studente delle superiori insieme a cinque compagni di scuola nella Florida degli anni cinquanta.
Successivamente, nel 1979 mentre Clark stava lavorando insieme a Roger Swaybill sul film Breaking Point, Clark si ammalò di mononucleosi. Mentre era in convalescenza, raccontò la storia di Porky's a Swaybill che ci scrisse su una sceneggiatura. Ogni studio di Hollywood rifiutò il progetto. Alla fine Clark ottenne i finanziamenti dalla Melvin Simon Productions e dalla canadese Astro Bellevue Pathe. Per godere dei vantaggi fiscali, il film dovette essere girato in Canada.
Kim Cattrall prese parte al film in un piccolo ruolo, accettando la parte dell'istruttrice Miss Lynn "Lassie" Colamiele, che si fa possedere negli spogliatoi maschili, solo perché aveva bisogno di soldi, e rimase inorridita, al principio, dal vedere il suo nome in cima al manifesto del film: «La gente pensò che fosse la fine della mia carriera».

## Accoglienza
Il film ebbe grande successo al botteghino canadese e discreto in Italia, nonostante l'iniziale divieto ai minori di 18 anni (poi abbassato ai 14); ha incassato complessivamente 105 milioni di dollari, a fronte di un budget di appena 4 milioni.

## Critica
(Callisto Cosulich - Paese Sera)

## Sequel
- Porky's II - Il giorno dopo (Porky's II: The Next Day – 1983)
- Porky's III - La rivincita! (Porky's Revenge! – 1985)
- Pimpin' Pee Wee (Porky's Pimpin' Pee Wee – 2009)